# 宇宙大戦争の危機
「宇宙大戦争の危機」（うちゅうだいせんそうのきき、原題: World War Three）は、イギリスのSFテレビドラマ『ドクター・フー』のシリーズ1第5話。イギリスでは2005年4月23日にBBC Oneで放送され、4月16日の「UFO ロンドンに墜落」と二部作をなす。
本エピソードはロンドンを舞台とし、異星人のタイムトラベラーである9代目ドクターと彼のコンパニオンローズ・タイラーが彼女のボーイフレンドミッキー・スミスと母ジャッキー・タイラー、下院議員ハリエット・ジョーンズと手を組み、地球を経済的目的で売りさばこうとする異星人のスリジーン一家の計画を挫く。スリジーンはイギリス政府に潜入して国際連合から核兵器の起動コードを開放させ、地球で第三次世界大戦を起こして地球の残骸を売買しようと画策した。

## 制作
ラッセル・T・デイヴィスらによると本エピソードは直前の段階まで "Aliens of London, Part Two" と呼ばれていたが、タイトルは "World War 3" に変更された後、すぐに "World War Three" に改められた。Telos Publishing Ltd. の本 Back to the Vortex では "10 Downing Street" が別題として扱われている。クラシックシリーズの "The Savages" 以降のマルチエピソードの話ではタイトルが共通しており、二部作でエピソードタイトルが変わるのは今回が初めてであった。これ以降のマルチエピソードの話では、「時の終わり」を除いて個別のエピソードタイトルが存在する。

### キャスティング
「UFO ロンドンに墜落」に登場したアメリカ人アナウンサーとしてラケル・カールが再登場した。彼女は後に「クリスマスの侵略者」、「サウンド・オブ・ドラム」、「死に覆われた星」、「運命の左折」、「盗まれた地球」および Sarah Jane Adventures の Revenge of the Slitheen に出演した。「運命の左折」では名前がトリニティ・ウェルズであることが明かされた。また、彼女はスピンオフの『秘密情報部トーチウッド』の五部作「チルドレン・オブ・アース」にも出演した。

## 放送と評価
「宇宙大戦争の危機」はイギリスで798万人の視聴者を獲得した。日本ではNHK BS2で2006年9月3日に、NHK教育で2007年9月18日にそれぞれBSと地上波で初放送された。2011年3月19日には LaLa TV で放送された。
本二部作の前パートと同様に「宇宙大戦争の危機」は賛否の混ざった評価を受けた。Now Playing 誌のアーノルド・T・ブランバーグは本エピソードにC+の評価を与え、効果は欠けているものの、スリジーンに関する"子ども"のユーモアが縮小されており、俳優たちの演技も良かったため、「UFO ロンドンに墜落」よりも改善されているとした。彼はUNITのミサイルを家のパソコンで操作するという解決法を批判したが、ローズの家族のストーリーラインを褒め、ノエル・クラークとカミーユ・コデュリの演技を強調した。2013年に『ラジオ・タイムズ』のパトリック・マルケーンは、鮮やかだがばかばかしく残念なストーリーでハリエット・ジョーンズを演じるウィルトンの演技が最高のパートだったと感じた。彼はローズのストーリーラインを生き生きとしたキャラクターを以て称賛した一方、クリストファー・エクルストンの演技は欠けていると感じた。また、彼はスリジーンをシリアスに扱うべきだとして批判した。The A.V. Club の批評家アラスター・ウィルキンスは本エピソードの評価をB-とした。彼はコンセプトよりも処刑に問題を感じ、放屁のジョークには風刺の可能性もあるが監督と演技で質が下がったとした。屁のくだりでばかばかしい方針に移ってスリジーンを真剣に扱わなかったため、スリジーンが個性を持つこと、人間が地球外生命体を知っていることの掘り下げ、ローズの家庭生活といったニュアンスの部分がテレビ版では提示されていないと論じた。また、ウィルキンスはスリジーンがなぜ核ミサイルの発射に国際連合の認可を必要とする国を侵略したのかを疑問視した。新シリーズのガイド本 Who is the Doctor では、グレアム・バークが本作について「同じ基準でファンから愛され嫌われた」と述べ、「意外ではあったが私を喜ばせるものだった」と語った。彼はスリジーンのユーモアが様々なレベルで機能したと感じ、家庭内対立と演技を強調した。バークの共著者ロバート・スミスは本作の雰囲気がクラシックシリーズに最も近いとし、クラシックシリーズの愛された脚本家ロバート・ホームズの作品をデイヴィスが模倣しようとしたと述べた。彼は家庭内のシチュエーションを称賛したものの、政治的風刺は単調であり、監督が残念とも感じた。彼はインターネットに対応したミサイルというあり得なさを以て「宇宙大戦争の危機」のプロットを薄いと表現したが、結末はまだ素晴らしいとし、シリアスな要素でのエクルストンの演技が本エピソードのウリであるとした。